# Gemini Park Tychy
Gemini Park Tychy – centrum handlowo-rozrywkowe w Tychach przy ul. Towarowej 2c. Właścicielem jest Gemini Holding.
Obiekt otwarto 21 marca 2018. Powierzchnia Gemini Parku wynosi 36,6 tys. m². Na terenie centrum znajdują się sklepy, punkty usługowe i gastronomiczne. W sąsiedztwie obiektu znajduje się infrastruktura sportowo-rekreacyjna. W 2020 rozpoczęto rozbudowę obiektu, który ma być powiększony o ok. 7 tys. m², a inwestycja ma być zakończona jesienią 2021.

## Lokalizacja
Obiekt usytuowany jest 3,5 km od centrum miasta Tychy, bezpośrednio przy DK1 (droga krajowa łącząca Śląsk z Podbeskidziem).

## Nagrody
International Property Awards
- Best Retail Development Poland: 2018[6]

CEE Retail Awards
- Retail Project-medium: 2018[3]
- Retail Awards: 2019[3]